# رودیسون (بازیکن فوتبال)
رودیسون (به پرتغالی: Rudison Nogueira Ferreira) هافبک اهل برزیل است که در شهر Mariana، میناس گرایس و در تاریخ ۱۵ فوریهٔ ۱۹۸۳ به دنیا آمده‌است.
رودیسون در تیم‌های فوتبال سائوپائولو سابقهٔ حضور دارد.